# Championnat de Belgique de football 1973-1974
Navigation
Saison précédente Saison suivante
Le championnat de Belgique de football 1973-1974 est la 71e saison du championnat de première division belge.
À la suite de l'instauration officielle du football professionnel en Belgique à partir de la saison prochaine, la Division 1 sera élargie à vingt clubs. En conséquence, les deux derniers classés en fin de saison ne sont pas directement relégués mais participent à un tour final avec les équipes classées quatrième et cinquième de Division 2, dont les deux premiers joueront parmi l'élite la saison prochaine. Ainsi, seul le K. Sint-Truidense VV est relégué au niveau inférieur.
Le titre est remporté par le RSC Anderlecht, qui retrouve les lauriers nationaux après les avoir abandonnés l'an passé au Club Bruges KV, seulement cinquième cette saison.

## Clubs participants
Seize clubs prennent part à ce championnat, soit le même nombre que lors de l'édition précédente. Ceux dont le matricule est indiqué en gras existent toujours aujourd'hui.
| #  | Nom                                                  | Mat. | Ville                | Stades                       | Entraîneur         | En D1 depuis (série) | Total en D1 | Saison précédente |
| -- | ---------------------------------------------------- | ---- | -------------------- | ---------------------------- | ------------------ | -------------------- | ----------- | ----------------- |
| 1  | Royal Sporting Club Anderlechtois                    | 35   | Anderlecht           | Stade Émile Versé            | Urbain Braems      | 1935-1936 (37e)      | 43e         | 6e                |
| 2  | Royal Antwerp Football Club                          | 1    | Deurne               | Bosuilstadion                | Guy Thys           | 1970-1971 (4e)       | 68e         | 7e                |
| 3  | Koninklijke Beerschot Voetbal en Atletiek Vereniging | 13   | Anvers               | Kiel                         | François Geeraerts | 1907-1908 (58e)      | 64e         | 4e                |
| 4  | Koninklijke Berchem Sport                            | 28   | Berchem              | Het Rooi                     | Rik Coppens        | 1972-1973 (2e)       | 35e         | 8e                |
| 5  | Koninklijke Beringen Football Club                   | 522  | Beringen             | Mijnstadion                  | Roger Vanhaeren    | 1972-1973 (2e)       | 16e         | 12e               |
| 6  | Sportkring Beveren-Waas                              | 2300 | Beveren              | Freethielstadion             | Rik Matthys        | 1973-1974 (1re)      | 15e         | Division 2 : 1er  |
| 7  | Koninklijke Cercle Brugge Sportvereniging            | 12   | Bruges               | Edgard De Smedtstadion       | Han Grijzenhout    | 1971-1972 (3e)       | 45e         | 11e               |
| 8  | Club Brugge Koninklijke Voetbalvereniging            | 3    | Bruges               | De Klokke                    | Jaak De Wit        | 1959-1960 (15e)      | 52e         | 1er               |
| 9  | Koninklijke Football Club Diest                      | 41   | Diest                | De Warande                   | ?                  | 1970-1971 (4e)       | 8e          | 14e               |
| 10 | Royal Football Club Liégeois                         | 4    | Rocourt              | Stade Vélodrome Oscar Flesch | Victor Wégria      | 1945-1946 (29e)      | 45e         | 10e               |
| 11 | Royal Standard de Liège                              | 16   | Sclessin             | Stade de Sclessin            | Vlatko Marković    | 1921-1922 (50e)      | 55e         | 2e                |
| 12 | Koninklijke Lierse Sportvereniging                   | 30   | Lierre               | Herman Vanderpoortenstadion  | Robert Willems     | 1953-1954 (21e)      | 39e         | 9e                |
| 13 | Koninklijke Voetbalclub Mechelen                     | 25   | Malines              | Achter de Kazerne            | ?                  | 1971-1972 (3e)       | 36e         | 5e                |
| 14 | Racing White Daring de Molenbeek                     | 47   | Molenbeek-Saint-Jean | Stade Edmond Machtens        | Félix Week         | 1965-1966 (9e)       | 20e         | 3e                |
| 15 | Koninklijke Sint-Truidense Voetbalverening           | 373  | Saint-Trond          | Stayenveld                   | Staf Van den Bergh | 1957-1958 (17e)      | 17e         | 13e               |
| 16 | Koninklijke Sportvereniging Waregem                  | 4451 | Waregem              | Regenboogstadion             | Hans Croon         | 1973-1974 (1re)      | 7e          | Division 2 : 2e   |

### Localisation des clubs
| Anvers Lierse SV SK Beveren-Waas FC Brugeois CS Brugeois RWD Molenbeek RSC Anderlecht FC Diest Beringen FC Sint-Truidense VV FC Liégeois R. Standard de Liège SV Waregem KV Mechelen |

#### Localisation des clubs anversois
Les 3 cercles anversois sont :
(1) R. Antwerp FC
(2) R. Beerschot AC
 (3) R. Berchem Sport

## Déroulement de la saison

### Formule modifiée en cours de saison
Avec la création de la Ligue professionnelle, et donc la reconnaissance officielle du statut professionnel pour les clubs de Division 1, il est décidé à l'URBSFA de faire passer l'élite de 16 à 18 clubs. Cette transition doit s'opérer en trois étapes. En 1974-1975, la D1 doit compter 20 clubs puis être réduite à 19 en 1975-1976 et enfin à 18 en 1976-1977.
Afin de passer de 16 à 20 clubs, une procédure est mise sur pied. Elle prévoit que les quatre premiers classés de Division 2 montent directement en Division 1 d'où ne descend directement aucun club. Toutefois, les cercles classés aux 15e et 16e places (les deux dernières) doivent disputer un tour final contre deux équipes de deuxième division (celles terminant 5e et 6e). La formule mathématique retenue est donc: 14 restants + 4 promus + 2 tour final = 20 équipes.
Mais alors que la saison s'avance, les dernières analyses des différents dossiers des clubs montrent que tous ne sont pas prêts à franchir le pas vers le professionnalisme. La formule doit être adaptée « en catastrophe ». Il est décidé que seuls les trois premiers de D2 soient promus directement et que les 4e et 5e classés prennent pas au tour final avec les barragistes de D1. La formule mathématique devient donc : 14 restants + 3 promus + 2 tour final = 19 équipes.
Le 20e ticket pour la D1 professionnelle est attribuée, de fait, au Sporting Charleroi qui n'a pourtant terminé le championnat qu'en 14e position. La raison est que, pour les responsables de la nouvelle Ligue Pro, les structures du « matricule 22 », relégué en 1971, sont jugées suffisantes pour intégrer l'élite nationale professionnelle.

## Résultats

### Résultats des rencontres
Avec seize clubs engagés, 240 matches sont au programme de la saison.
| Résultats (▼dom., ►ext.)                                   | AND | ANT | BEE | BER | BFC | BEV | CSB | FCB | DIE | FCL | LIE | MAL | RWD | STT | STA | WAR |
| R. SC Anderlechtois                                        |     | 3-1 | 6-2 | 5-1 | 5-1 | 1-1 | 3-1 | 2-0 | 2-1 | 3-0 | 3-1 | 2-2 | 2-2 | 3-0 | 3-1 | 3-1 |
| R. Antwerp FC                                              | 2-1 |     | 3-0 | 4-2 | 1-0 | 0-1 | 0-0 | 2-2 | 2-2 | 1-0 | 1-0 | 0-2 | 3-2 | 3-1 | 2-1 | 5-2 |
| R. Beerschot AC                                            | 0-3 | 1-1 |     | 1-0 | 0-3 | 1-1 | 3-1 | 0-2 | 4-2 | 3-0 | 2-0 | 1-0 | 0-2 | 0-2 | 2-2 | 1-1 |
| K. Berchem Sport                                           | 1-4 | 0-3 | 0-0 |     | 2-0 | 0-0 | 0-0 | 1-0 | 3-0 | 0-0 | 3-3 | 0-1 | 3-1 | 2-1 | 0-0 | 0-0 |
| K. Beringen FC                                             | 3-1 | 4-1 | 1-4 | 0-0 |     | 1-1 | 0-0 | 2-1 | 1-0 | 2-1 | 0-2 | 1-2 | 0-3 | 1-0 | 0-0 | 1-0 |
| SK Beveren                                                 | 1-4 | 0-1 | 0-0 | 3-1 | 0-0 |     | 0-0 | 0-0 | 3-0 | 2-2 | 1-0 | 0-1 | 1-0 | 1-1 | 2-1 | 2-1 |
| K. Cercle Brugge                                           | 3-1 | 1-1 | 0-2 | 3-1 | 2-0 | 2-0 |     | 1-4 | 1-1 | 5-0 | 2-3 | 2-2 | 3-2 | 3-0 | 1-1 | 2-2 |
| Club Brugge KV                                             | 2-1 | 0-4 | 3-2 | 2-2 | 5-0 | 1-0 | 3-1 |     | 1-0 | 2-3 | 3-0 | 5-2 | 0-0 | 7-1 | 4-2 | 6-1 |
| K. Diest FC                                                | 2-3 | 2-3 | 1-1 | 2-2 | 1-1 | 2-0 | 3-4 | 2-1 |     | 2-2 | 4-1 | 3-3 | 0-0 | 1-0 | 2-0 | 3-1 |
| R. FC Liégeois                                             | 3-1 | 2-0 | 4-2 | 1-3 | 3-2 | 4-2 | 2-1 | 2-1 | 0-1 |     | 4-0 | 0-0 | 0-3 | 4-0 | 1-1 | 1-1 |
| K. Lierse SV                                               | 1-1 | 1-1 | 0-0 | 3-2 | 4-1 | 0-0 | 3-2 | 1-0 | 1-1 | 0-0 |     | 2-2 | 1-1 | 3-3 | 1-2 | 1-1 |
| K. FC Malinois                                             | 0-0 | 0-2 | 0-0 | 3-1 | 1-0 | 2-1 | 2-2 | 2-1 | 1-1 | 0-0 | 2-0 |     | 0-2 | 1-2 | 2-1 | 0-2 |
| RWD Molenbeek                                              | 1-1 | 5-0 | 2-2 | 4-0 | 1-1 | 1-1 | 3-0 | 3-1 | 3-0 | 1-0 | 1-1 | 1-0 |     | 4-2 | 0-0 | 2-2 |
| K. Sint-Truidense VV                                       | 1-1 | 1-1 | 2-0 | 1-1 | 1-2 | 2-0 | 1-1 | 1-1 | 1-2 | 1-1 | 1-1 | 1-1 | 0-0 |     | 1-0 | 0-2 |
| R. Standard de Liège                                       | 1-0 | 0-0 | 2-1 | 0-0 | 5-0 | 0-0 | 2-0 | 3-1 | 3-1 | 2-1 | 5-0 | 1-0 | 0-2 | 3-1 |     | 2-2 |
| K. SV Waregem                                              | 2-4 | 0-0 | 3-1 | 0-2 | 1-1 | 1-0 | 3-2 | 2-2 | 3-2 | 0-1 | 2-1 | 1-0 | 1-1 | 0-1 | 0-2 |     |
| - Victoire à domicile - Match nul - Victoire à l'extérieur |     |     |     |     |     |     |     |     |     |     |     |     |     |     |     |     |

### Classement final
| Rang | Équipe                 | Pts | J  | G  | N  | P  | Bp | Bc | Diff |
| ---- | ---------------------- | --- | -- | -- | -- | -- | -- | -- | ---- |
| 1    | 'R. SC ANDERLECHTOIS'L | 41  | 30 | 17 | 7  | 6  | 72 | 38 | +34  |
| 2    | R. Antwerp FC          | 39  | 30 | 15 | 9  | 6  | 48 | 33 | +15  |
| 3    | RWD Molenbeek          | 39  | 30 | 13 | 13 | 4  | 50 | 25 | +25  |
| 4    | R. Standard de Liège   | 34  | 30 | 12 | 10 | 8  | 43 | 30 | +13  |
| 5    | Club Brugge KV T       | 32  | 30 | 13 | 6  | 11 | 61 | 43 | +18  |
| 6    | R. FC Liégeois         | 31  | 30 | 11 | 9  | 10 | 42 | 42 | 0    |
| 7    | KV Mechelen            | 31  | 30 | 10 | 11 | 9  | 34 | 35 | -1   |
| 8    | K. Cercle Brugge SV    | 27  | 30 | 8  | 11 | 11 | 46 | 48 | -2   |
| 9    | K. SV Waregem C        | 27  | 30 | 8  | 11 | 11 | 38 | 49 | -11  |
| 10   | SK Beveren             | 27  | 30 | 7  | 13 | 10 | 24 | 30 | -6   |
| 11   | K. Beringen FC         | 26  | 30 | 9  | 8  | 13 | 29 | 48 | -19  |
| 12   | K. FC Diest            | 26  | 30 | 8  | 10 | 12 | 44 | 51 | -7   |
| 13   | K. Beerschot VAV       | 26  | 30 | 8  | 10 | 12 | 36 | 47 | -11  |
| 14   | K. Berchem Sport       | 26  | 30 | 7  | 12 | 11 | 33 | 45 | -12  |
| 15   | K. Lierse SV           | 25  | 30 | 6  | 13 | 11 | 35 | 51 | -16  |
| 16   | K. Sint-Truidense VV   | 23  | 30 | 6  | 11 | 13 | 30 | 50 | -20  |

Légende
- Champion de Belgique 1974 et qualifié pour la « Coupe des clubs champions » la saison suivante
- Club qualifié pour la « Coupe des vainqueurs de coupe » la saison suivante
- Club qualifié pour la « Coupe UEFA » la saison suivante
- Club devant disputer le tour final de Division 2 pour se maintenir en Division 1

Abréviations
T : Tenant du titre 1973

C : Vainqueur de la Coupe de Belgique 1973-1974

L : Vainqueur de la Coupe de la Ligue 1973-1974

 : club promu de « Division 2 » depuis la saison précédente

### Meilleur buteur
Attila Ladinsky (R. SC Anderlechtois) avec 22 goals. Il est le douzième joueur étranger différent, le deuxième hongrois, à remporter cette récompense.

#### Classement des buteurs
Le tableau ci-dessous reprend les 17 meilleurs buteurs du championnat, soit les joueurs ayant inscrit dix buts ou plus durant la saison.
| #   | Pays | Joueur                 | Club                 | Buts | Matches joués |
| --- | ---- | ---------------------- | -------------------- | ---- | ------------- |
| 1.  |      | Attila Ladinsky        | R. SC Anderlechtois  | 22   | 27            |
| 2.  |      | Robert Rensenbrink     | R. SC Anderlechtois  | 20   | 29            |
| 3.  |      | Johan Devrindt         | Club Brugge KV       | 19   | 28            |
| 4.  |      | Ruud Geels             | Club Brugge KV       | 18   | 30            |
| 5.  |      | Guido Mallants         | K. Beerschot VAV     | 17   | 28            |
| =.  |      | Alfred Riedl           | K. Sint-Truidense VV | 17   | 30            |
| 7.  |      | Eddy Koens             | RWD Molenbeek        | 16   | 30            |
| 8.  |      | Josip Bukal            | R. Standard de Liège | 15   | 21            |
| =.  |      | Agustin Riveros Falcon | K. FC Diest          | 15   | 28            |
| 10. |      | Aad Koudijzer          | K. SV Waregem        | 14   | 25            |
| 11. |      | Ludo Verjans           | K. Berchem Sport     | 13   | 24            |
| 12. |      | Karl Kodat             | R. Antwerp FC        | 11   | 23            |
| =.  |      | Jean Janssens          | SK Beveren-Waas      | 11   | 25            |
| =.  |      | Franky Vanhaecke       | K. Cercle Brugge SV  | 11   | 28            |
| =.  |      | André De Nul           | R. SC Anderlechtois  | 11   | 29            |
| 16. |      | Marcel Put             | K. Beringen FC       | 10   | 28            |
| =.  |      | Herman Houben          | K. FC Diest          | 10   | 30            |

## Récapitulatif de la saison
- Champion : R. SC Anderlechtois (16e titre)
- Première équipe à remporter seize titres de champion de Belgique
- 38e titre pour la province de Brabant.

| Région flamande (11)            | Région flamande (11) | Province de Brabant (3)      | Province de Brabant (3) | Région wallonne (2)    | Région wallonne (2) |
| ------------------------------- | -------------------- | ---------------------------- | ----------------------- | ---------------------- | ------------------- |
| Province d'Anvers               | 5                    | Région de Bruxelles-Capitale | 2                       | Province de Hainaut    | 0                   |
| Province de Flandre-Occidentale | 3                    | Province du Brabant flamand  | 1                       | Province de Liège      | 2                   |
| Province de Flandre-Orientale   | 1                    | Province du Brabant wallon   | 0                       | Province de Luxembourg | 0                   |
| Province de Limbourg            | 2                    |                              |                         | Province de Namur      | 0                   |

1. ↑  Au niveau footballistique, la province de Brabant est toujours unitaire malgré sa partition territoriale en 1995.

### Admission et relégation
Le Lierse et le Saint-Trond VV doivent disputer le tour final de Division 2 avec les équipes classées quatrième et cinquième pour se maintenir en première division. Le Lierse remporte ce mini-tournoi et reste en D1, tandis que Saint-Trond, troisième, est relégué en deuxième division. Il est remplacé par le deuxième de ce tour final, Winterslag.
Les trois premiers de deuxième division, dans l'ordre l'Olympic Club de Montignies-sur-Sambre, l'AS Ostende et le KSC Lokeren, sont promus. Le cinquième club promu est le Sporting Charleroi, admis parmi l'élite malgré sa quatorzième place en Division 2, car il pourra aligner une équipe entièrement professionnelle la saison prochaine.

### Bilan de la saison
| Championnat de Belgique de football 1973-1974 |                                          |
| Champion                                      | R. SC Anderlechtois (16e titre)          |
| Dauphin                                       | R. Antwerp FC                            |
| Coupes et trophées                            |                                          |
| Vainqueur de la Coupe de Belgique 1973-1974   | K. SV Waregem                            |
| Vainqueur de la Coupe de la Ligue 1973-1974   | R. SC Anderlechtois                      |
| Qualifications continentales                  |                                          |
| Coupe des clubs champions européens 1974-1975 | R. SC Anderlechtois (Premier tour)       |
| Coupe des vainqueurs de coupe 1974-1975       | K. SV Waregem (Seizièmes de finale)      |
| Coupe UEFA 1974-1975                          | R. Antwerp FC (Premier tour)             |
| Coupe UEFA 1974-1975                          | RWD Molenbeek (Premier tour)             |
| Promotions et relégations                     |                                          |
| Promus en Division 1                          | R. Olympic Club de Montignies-sur-Sambre |
| Promus en Division 1                          | AS Ostende                               |
| Promus en Division 1                          | KSC Lokeren                              |
| Promus en Division 1                          | R. Charleroi SC                          |
| Promus en Division 1                          | K. FC Winterslag                         |
| Relégués en Division 2                        | K. Sint-Truidense VV                     |